# Marvin Peersman
Marvin Peersman (Wilrijk, 10 februari 1991) is een Belgisch voetballer die bij voorkeur als verdediger speelt. Hij speelt bij FC Groningen. Peersman speelde in 2009 vijf wedstrijden voor het Belgisch voetbalelftal onder 19.

## Clubcarrière

### KSK Beveren
Peersman maakte in 2009 de overstap van de jeugd van Beveren naar het eerste elftal. Hij kreeg als A-junior een contract voor drie jaar. Zijn eerste trainer was Jan Boskamp. Op 26 augustus 2009 maakte Peersman zijn debuut op het tweede niveau (Challenger Pro League) tegen Boussu Dour Borinage. Op 5 september 2009 scoorde hij zijn eerste doelpunt in de wedstrijd tegen AFC Tubize. Hij speelde 21 wedstrijden in het eerste elftal van de club waarbij hij in de bekerwedstrijd tegen KSV Roeselare voor de rust uit het veld werd gestuurd na twee gele kaarten.

### Antwerp FC
Voor aanvang van het seizoen 2010/11 tekende Peersman een contract voor twee jaar bij FC Antwerp. Op 18 augustus 2010 maakte hij zijn debuut in de wedstrijd tegen AFC Tubize. In zijn eerste seizoen ontving hij in 32 wedstrijden 12 gele kaarten. In het seizoen 2011/12 scheurde hij op de training zijn knieband waardoor hij nauwelijks aan spelen toe kwam. Antwerp durfde het niet aan om zijn contract te verlengen. Hij werd daardoor transfervrij.

### FC Dordrecht
Een half jaar na zijn blessure was Peersman weer fit. Zijn oude trainer Jan Boskamp tipte technisch manager Marco Boogers van Dordrecht over zijn kwaliteiten. Op 11 september 2012 tekende hij een driejarig contract bij de Dordtse club. Op dinsdag 25 september maakte hij zijn debuut in Tilburg tegen Willem II. Bij deze gewonnen bekerwedstrijd viel hij in voor Adnan Alisic. Op 1 oktober maakte hij zijn competitiedebuut in Helmond, opnieuw als invaller. In zijn eerste seizoen haalde Peersman met Dordrecht de play-offs. In de eerste ronde was Go Ahead Eagles over twee wedstrijden te sterk. In het seizoen 2013/14 speelde hij voor Dordrecht 35 van de 38 competitieduels; met de club dwong hij in dat voetbaljaargang promotie af naar de Eredivisie. Peersman kreeg in het seizoen 2014/15 in de Eredivisie tegen zowel Feyenoord als FC Utrecht een rode kaart. Hij miste in totaal zeven wedstrijden. Dordrecht nam na de tweede rode kaart disciplinaire maatregelen. Peersman werd teruggezet naar het tweede elftal. De uren die hij niet inzetbaar was voor wedstrijden moest Peersman compenseren door maatschappelijke taken voor de club te verrichten. Dordrecht degradeerde na dit seizoen weer uit de Eredivisie.

### SC Cambuur
Na de degradatie met Dordrecht was Peersman transfervrij en tekende hij een tweejarig contract bij SC Cambuur, de nummer twaalf in de Eredivisie het voorgaande seizoen. In zijn verbintenis werd een optie voor nog een seizoen opgenomen. In het seizoen seizoen 2015/16 degradeerde hij met Cambuur uit de Eredivisie. In het seizoen   2016/17 haalde Peersman met Cambuur de halve finale van de beker. Daarin werden ze na strafschoppen door AZ uitgeschakeld. In de nacompetitie stranden de Leeuwarders in de eerste ronde tegen MVV Maastricht. Het seizoen 2017/18 begon voor Peersman met een rode kaart in de wedstrijd tegen Jong Ajax. Trainer Marinus Dijkhuizen greep na de wedstrijd direct hard in en gaf Peersman een boete. 

### Hapoel Tel Aviv
Begin 2018 vertrok Peersman per direct bij de Friese club en ging op het tweede niveau in Israël spelen. Hij kwam terecht bij Hapoel Tel Aviv. Aan het einde van het seizoen stond de club op de eerste plaats waardoor ze na één jaar weer terugkeerden op het hoogste niveau (Ligat Ha'Al). In de seizoenen daarop werd Peersman 5e en 8e met de Israëlische club. In het seizoen 2019/20 werd de halve finale van de beker bereikt. 

### PAS Giannina
Na drie seizoenen Israël vertrok Peersman naar PAS Giannina uit Griekenland. Hij speelde één seizoen bij de club uit Ioannina. Hij haalde dat seizoen de halve finale van de beker. Hierin werden ze uitgeschakeld door Olympiakos.

### Aris Saloniki
Peersman koos ervoor om in Griekenland te blijven en maakte de overstap naar Aris Thessaloniki. Hij tekende een contract voor drie jaar. Aris eindigde het seizoen daarvoor op de derde plaats en speelde daarom in de voorronde van de Conference League. Peersman speelde mee tegen FK Gomel en Maccabi Tel Aviv FC. waarna ze waren uitgeschakeld. 

### FC Groningen
Voor het seizoen 2023/24 tekende Peersman een contract tot 2026 bij FC Groningen. Hij maakte op 11 augustus 2023 in stadion Euroborg zijn debuut tegen Jong Ajax. Dick Lukkien stelde hem als linksback op.

## Clubstatistieken
| Seizoen                        | Club            | Competitie      | Competitie | Competitie | Beker | Beker | Internationaal | Internationaal | Overig | Overig | Totaal | Totaal |
| Seizoen                        | Club            | Competitie      | Wed.       | Dlp.       | Wed.  | Dlp.  | Wed.           | Dlp.           | Wed.   | Dlp.   | Wed.   | Dlp.   |
| ------------------------------ | --------------- | --------------- | ---------- | ---------- | ----- | ----- | -------------- | -------------- | ------ | ------ | ------ | ------ |
| 2009/10                        | KSK Beveren     | Tweede klasse   | 20         | 0          | 2     | 0     | 0              | 0              | 0      | 0      | 22     | 0      |
| 2010/11                        | Antwerp FC      | Tweede klasse   | 31         | 0          | 2     | 0     | 0              | 0              | 0      | 0      | 33     | 0      |
| 2011/12                        | Antwerp FC      | Tweede klasse   | 13         | 0          | 1     | 0     | 0              | 0              | 0      | 0      | 14     | 0      |
| 2012/13                        | FC Dordrecht    | Eerste divisie  | 20         | 0          | 3     | 0     | 0              | 0              | 2      | 0      | 25     | 0      |
| 2013/14                        | FC Dordrecht    | Eerste divisie  | 35         | 1          | 1     | 0     | 0              | 0              | 4      | 0      | 40     | 1      |
| 2014/15                        | FC Dordrecht    | Eredivisie      | 26         | 0          | 1     | 0     | 0              | 0              | 0      | 0      | 27     | 0      |
| 2015/16                        | SC Cambuur      | Eredivisie      | 32         | 0          | 1     | 0     | 0              | 0              | 0      | 0      | 33     | 0      |
| 2016/17                        | SC Cambuur      | Eerste divisie  | 35         | 0          | 5     | 0     | 0              | 0              | 2      | 0      | 42     | 0      |
| 2017/18                        | SC Cambuur      | Eerste divisie  | 15         | 1          | 3     | 1     | 0              | 0              | 0      | 0      | 18     | 2      |
| 2017/18                        | Hapoel Tel Aviv | Liga Leumit     | 15         | 0          | 0     | 0     | 0              | 0              | 0      | 0      | 15     | 0      |
| 2018/19                        | Hapoel Tel Aviv | Liga Leumit     | 31         | 0          | 2     | 0     | 0              | 0              | 0      | 0      | 33     | 0      |
| 2019/20                        | Hapoel Tel Aviv | Liga Leumit     | 1          | 0          | 0     | 0     | 0              | 0              | 0      | 0      | 1      | 0      |
| 2020/21                        | PAS Giannina    | Super League    | 25         | 0          | 5     | 0     | 0              | 0              | 0      | 0      | 25     | 0      |
| 2021/22                        | PAS Giannina    | Super League    | 22         | 2          | 1     | 0     | 0              | 0              | 0      | 0      | 23     | 0      |
| 2022/23                        | Aris Saloniki   | Super League    | 19         | 0          | 3     | 0     | 4              | 0              | 0      | 0      | 26     | 0      |
| 2023/24                        | FC Groningen    | Eerste Divisie  | 37         | 3          | 4     | 1     | 0              | 0              | 0      | 0      | 41     | 4      |
| 2024/25                        | FC Groningen    | Eredivisie      | 13         | 0          | 0     | 0     | 0              | 0              | 0      | 0      | 13     | 0      |
| Carrière totaal                | Carrière totaal | Carrière totaal | 390        | 7          | 34    | 2     | 4              | 0              | 8      | 0      | 436    | 9      |
| Bijgewerkt op 15 december 2024 |                 |                 |            |            |       |       |                |                |        |        |        |        |

## Interlandloopbaan
Op 12 oktober 2009 maakte Peersman zijn debuut in het Belgisch Elftal Onder-19. Dit tijdens een vriendschappelijke wedstrijd tegen zijn leeftijdsgenoten uit Frankrijk. Hij speelde zeven voor het Belgische jeugdelftal.Hij speelde hier samen met Kevin De Bruyne.
| Interlands (onder-19) van Marvin Peersman voor België | Interlands (onder-19) van Marvin Peersman voor België | Interlands (onder-19) van Marvin Peersman voor België | Interlands (onder-19) van Marvin Peersman voor België | Interlands (onder-19) van Marvin Peersman voor België | Interlands (onder-19) van Marvin Peersman voor België |
| №                                                     | Datum                                                 | Wedstrijd                                             | Uitslag                                               | Soort Wedstrijd                                       | Doelpunten                                            |
| ----------------------------------------------------- | ----------------------------------------------------- | ----------------------------------------------------- | ----------------------------------------------------- | ----------------------------------------------------- | ----------------------------------------------------- |
| 1.                                                    | 12 Oktober 2009                                       | België – Frankrijk                                    | 1 – 0                                                 | Vriendschappelijk                                     | 0                                                     |
| 2.                                                    | 24 Oktober 2009                                       | België – FRA                                          | 1 – 2                                                 | Vriendschappelijk                                     | 0                                                     |
| 3.                                                    | 13 November 2009                                      | België – Andorra                                      | 4 – 0                                                 | EK-kwalificatie                                       | 0                                                     |
| 4.                                                    | 15 November 2009                                      | Kazachstan – België                                   | 0 – 4                                                 | EK-kwalificatie                                       | 0                                                     |
| 5.                                                    | 18 November 2009                                      | België – Noorwegen                                    | 2 – 4                                                 | EK-kwalificatie                                       | 0                                                     |
| 6.                                                    | 2 maart 2010                                          | België – Denemarken                                   | 1 – 3                                                 | Vriendschappelijk                                     | 0                                                     |
| 7.                                                    | 4 maart 2010                                          | België – Denemarken                                   | 2 – 0                                                 | Vriendschappelijk                                     | 0                                                     |